# Ao Vivo em Campo Grande (álbum de Ícaro & Gilmar)
Ao Vivo em Campo Grande é o sétimo álbum ao vivo da dupla sertaneja brasileira Ícaro & Gilmar, lançado em 28 de julho de 2022 pela NA Records. O álbum conta com os sucessos "Imperfeitos" e "Não Me Esquecerás".

## Antecedentes e gravação
Em julho de 2021, Ícaro & Gilmar gravaram a quarta edição de Sextou BB, em Goiânia, conhecido por ser um projeto de regravações, lançado em outubro do mesmo ano.
Ao Vivo em Campo Grande foi gravado em 11 de setembro de 2021, produzido por Júnior Melo e dirigido por Terra Produções (vídeo).

## Lançamento e repercussão
Gilmar: “Dia de lançamento é sempre aquela empolgação, aquele friozinho na barriga, mas estamos muito felizes com a escolha das músicas e esperamos que todos curtam muito.”
O primeiro single, "Centésima Chamada" (Flavinho Tinto, Nando Marx, Douglas Mello e Gui e Nuto Artioli) foi o único lançado em 2021, enquanto o resto do álbum foi trabalhado em 2022. O maior destaque do álbum é a faixa "Imperfeitos" (Flavinho Tinto, Nando Marx, Douglas Mello, Victor Hugo e Philipe Pancadinha), que ultrapassou 12,5 milhões de visualizações no YouTube da dupla.
Quando a dupla gravou seu próximo álbum em Barretos, quase um mês após o lançamento, Ao Vivo em Campo Grande alcançou cerca de 100 milhões de visualizações no YouTube, além de outros milhões de plays nas plataformas de áudio.

## Lista de faixas
| N.º            | Título                        | Compositor(es)                                                              | Duração |  |
| 1.             | "Nunca Deixe de Sonhar"       | Edson Garcia Felipe Marins Flavinho do Kadet Nicolas Damasceno              | 4:01    |  |
| 2.             | "Saudade Louca"               | Anajuh Papada Thales Lessa                                                  | 2:46    |  |
| 3.             | "Sobra"                       | Lessa Diego Silveira Lari Ferreira Rafael Borges                            | 2:42    |  |
| 4.             | "Principalmente Eu"           | Silveira Garcia Marins Borges Junior Pepato Elcio Di Carvalho               | 2:41    |  |
| 5.             | "Primeiro Dia Sem Mim"        | Cristhyan Ribeiro Douglas Mello Flavinho Tinto Nando Marx                   | 3:08    |  |
| 6.             | "Não Te Pareço Normal"        | Ribeiro Mello Tinto Marx                                                    | 2:55    |  |
| 7.             | "Latinha"                     | Diego Monteiro Kaique KeF Felipe Kef João Pedroni Rodrigo Marco Vinny Peres | 3:03    |  |
| 8.             | "Cara de Sorte"               | Ícaro Mantovani Gilmar Castro Danilo X-Tudo Thiago Willian                  | 2:46    |  |
| 9.             | "Caixinha"                    | Lessa Kaique KeF Felipe Kef Gui Artioli Nuto Artioli                        | 2:56    |  |
| 10.            | "Indícios de Bebida"          | Mello Tinto Marx Philipe Pancadinha                                         | 3:10    |  |
| 11.            | "Amor dos Amores"             | Bruno César Waléria Leão Rafael Quadros Vinni Miranda                       | 3:16    |  |
| 12.            | "Chorando, Fumando e Bebendo" | Greg Neto Lucas de Novo Matheus Costa                                       | 2:41    |  |
| 13.            | "Espera Até Segunda"          | Lessa                                                                       | 3:05    |  |
| 14.            | "Cinco Cervejas Atrás"        | Arthur Daniel Magno Neves Miguel Queiroz Robison Fariaz                     | 2:46    |  |
| 15.            | "Mesmo Ambiente"              | Neto de Novo Costa                                                          | 3:08    |  |
| 16.            | "Falsidade Ideológica"        | Lessa Kaique KeF Felipe Kef                                                 | 2:41    |  |
| 17.            | "Prática e Teoria"            | Mello Tinto Marx De Ângelo Junior Gomes                                     | 3:10    |  |
| 18.            | "Melhor Não"                  | Silveira Garcia Pepato Di Carvalho Marins Borges                            | 2:29    |  |
| 19.            | "Vai Precisar de Carga"       | Lessa Kaique KeF Felipe Kef                                                 | 2:26    |  |
| 20.            | "Óculos Escuro"               | Silveira Di Carvalho Marins Pepato Borges Edson                             | 2:34    |  |
| 21.            | "Despausei"                   | Maykow Melo Cláusio Dutra João Matheus Rone Buda                            | 3:32    |  |
| 22.            | "Atrasando a Volta"           | Di Carvalho Gustavo Martins Matheus Neves Renato Sousa                      | 2:49    |  |
| 23.            | "Nem Que Seja a Última"       | Mello Tinto Marx                                                            | 3:00    |  |
| 24.            | "Eu Não Tô Pronto"            | Neto Costa Lucas Ing                                                        | 5:18    |  |
| 25.            | "Não Me Esquecerás"           | Silveira Edson Di Carvalho Marins Pepato Borges                             | 2:30    |  |
| 26.            | "Imperfeitos"                 | Mello Tinto Marx Pancadinha Victor Hugo                                     | 2:56    |  |
| 27.            | "Centésima Chamada"           | Mello Tinto Marx G. Artioli N. Artioli                                      | 3:09    |  |
| Duração total: | Duração total:                | Duração total:                                                              | 1:21:38 |  |